# Verein für Bewegungsspiele Lübeck von 1919 2008-2009
Questa voce raccoglie le informazioni riguardanti il Verein für Bewegungsspiele Lübeck von 1919 nelle competizioni ufficiali della stagione 2008-2009.

## Stagione
Nella stagione 2008-2009 il Lubecca, allenato da Hans-Peter Schubert, concluse il campionato di Regionalliga nord all'8º posto.

## Rosa
| N. |                     | Ruolo | Calciatore           |
| -- | ------------------- | ----- | -------------------- |
| 1  | Germania (bandiera) | P     | Nourreddine Semghoun |
| 2  | Germania (bandiera) | D     | Kevin Becker         |
| 3  | Germania (bandiera) | D     | Hendrik Koep         |
| 4  | Germania (bandiera) | D     | Dennis Wehrendt      |
| 5  | Germania (bandiera) | D     | Timo Neumann         |
| 6  | Germania (bandiera) | C     | Steve Ridder         |
| 7  | Germania (bandiera) | A     | Finn-Lasse Thomas    |
| 8  | Germania (bandiera) | C     | Enzo Testa           |
| 9  | Germania (bandiera) | A     | Jakob Sachs          |
| 11 | Germania (bandiera) | C     | Benjamin Lipke       |
| 12 | Germania (bandiera) | P     | Fynn Berndt          |
| 13 | Germania (bandiera) | D     | Wolf Müller          |
| 14 | Germania (bandiera) | D     | Nils Kjär            |
| 15 | Germania (bandiera) | D     | Jan Prüßmann         |
| 15 | Germania (bandiera) | A     | Christoph Bergmann   |

| N. |                     | Ruolo | Calciatore         |
| -- | ------------------- | ----- | ------------------ |
| 16 | Germania (bandiera) | C     | Christoph Nodop    |
| 18 | Germania (bandiera) | A     | Bastian Henning    |
| 19 | Germania (bandiera) | C     | Hendrik Helmke     |
| 20 | Germania (bandiera) | C     | Marcel Gebers      |
| 21 | Germania (bandiera) | A     | Fabian Kolodzick   |
| 22 | Germania (bandiera) | D     | Jan-Phillipp Kalus |
| 23 | Germania (bandiera) | C     | Hannes Niemeyer    |
| 25 | Germania (bandiera) | D     | Patrick Kraft      |
| 26 | Germania (bandiera) | D     | Moritz Marheineke  |
| 27 | Germania (bandiera) | C     | Romano Lindner     |
| 37 | Germania (bandiera) | D     | Dietmar Hirsch     |
|    | Germania (bandiera) | P     | Ole Oberbeck       |
|    | Germania (bandiera) | D     | Moritz Hinkelmann  |
|    | Germania (bandiera) | C     | Gerrit Lange       |
|    | Kosovo (bandiera)   | A     | Liridon Imeri      |

## Organigramma societario
Area tecnica
- Allenatore: Hans-Peter Schubert
- Allenatore in seconda: Ingo Popp
- Preparatore dei portieri:
- Preparatori atletici:
- Analisi video:

## Calciomercato

### Sessione estiva
| Acquisti | Acquisti             | Acquisti         | Acquisti |
| R.       | Nome                 | da               | Modalità |
| -------- | -------------------- | ---------------- | -------- |
| D        | Kevin Becker         | Lubecca II       |          |
| A        | Christoph Bergmann   | Lubecca II       |          |
| P        | Fynn Berndt          | Breitenfelder SV |          |
| C        | Marcel Gebers        | TuS Heeslingen   |          |
| C        | René Gradert         | Lubecca II       |          |
| C        | Hendrik Helmke       | Lüneburger       |          |
| D        | Hendrik Koep         | Amburgo U19      |          |
| A        | Fabian Kolodzick     | Lubecca II       |          |
| D        | Patrick Kraft        | Lubecca II       |          |
| C        | Benjamin Lipke       | Lurup            |          |
| D        | Moritz Marheineke    | Hannover 96      |          |
| D        | Wolf Müller          | Lubecca II       |          |
| D        | Timo Neumann         | Kickers Emden    |          |
| C        | Christoph Nodop      | Lubecca II       |          |
| C        | Steve Ridder         | Lippstadt 08     |          |
| A        | Jakob Sachs          | Altona 93        |          |
| P        | Nourreddine Semghoun | Kickers Emden    |          |
| C        | Enzo Testa           | Lubecca II       |          |

| Cessioni | Cessioni          | Cessioni             | Cessioni |
| R.       | Nome              | a                    | Modalità |
| -------- | ----------------- | -------------------- | -------- |
| C        | Salih Altın       | Wuppertal            |          |
| A        | Florent Aziri     | Oberneuland          |          |
| C        | Giuseppe Canale   | RFC Liegi            |          |
| C        | Hüseyin Dogan     | Meppen               |          |
| D        | Timo Ehlers       | Lurup                |          |
| C        | Jan Hoffmann      | Holstein Kiel        |          |
| P        | Achim Hollerieth  | Sciaffusa            |          |
| A        | Deniz Kadah       | Fortuna Düsseldorf   |          |
| C        | Steve Müller      | Erzgebirge Aue       |          |
| C        | Lucas Oppermann   | Wuppertal            |          |
| P        | Tobias Rott       | Mettlach             |          |
| D        | Carsten Rump      | Arminia Bielefeld II |          |
| C        | Jan-André Sievers | Kickers Emden        |          |
| A        | Claudius Weber    | Gießen               |          |
| C        | Artur Zimmermann  | Cloppenburg          |          |

### Sessione invernale
| Acquisti | Acquisti | Acquisti | Acquisti |
| R.       | Nome     | da       | Modalità |
| -------- | -------- | -------- | -------- |

| Cessioni | Cessioni     | Cessioni       | Cessioni |
| R.       | Nome         | a              | Modalità |
| -------- | ------------ | -------------- | -------- |
| C        | René Gradert | NTSV Strand 08 |          |

## Risultati

### Regionalliga

#### Girone di andata
| Arbitro: | Hammer |

|              |           |  |
| Prochnow 27’ | Marcatori |  |

| Arbitro: | Steuer |

|  |           |                  |
|  | Marcatori | 45’ (rig.) Görke |

| Arbitro: | Bandurski |

|                    |           |                   |
| Torun 60’ Haas 79’ | Marcatori | 68’ (rig.) Gebers |

| Arbitro: | Dankert |

|                                             |           |  |
| Henning 4’ Sachs 27’ Gebers 55’ Lindner 90’ | Marcatori |  |

| Arbitro: | Hofmann |

|             |           |             |
| Šimůnek 74’ | Marcatori | 55’ Henning |

| Arbitro: | Seidel |

|                       |           |          |
| Hirsch 19’ Gebers 38’ | Marcatori | 4’ Böhme |

| Lipsia 4 ottobre 2008, ore 14:00 CEST 7ª giornata | Sachsen Lipsia | 0 – 0 referto | Lubecca | Zentralstadion (2 810 spett.)\| Arbitro: \| Beitinger \| |
| Arbitro:                                          | Beitinger      |               |         |                                                          |

| Arbitro: | Gorniak |

|                           |           |                            |
| Sachs 63’, 72’ Gebers 90’ | Marcatori | 22’, 33’ Koçer 48’ Jänicke |

| Arbitro: | Unger |

|          |           |                            |
| Sachs 4’ | Marcatori | 11’, 77’ Pollok 65’ Storey |

| Arbitro: | Grudzinski |

|                                   |           |  |
| Braham 13’ Racanel 38’ Watzka 49’ | Marcatori |  |

| Lubecca 1º novembre 2008, ore 14:00 CET 11ª giornata | Lubecca | 0 – 0 referto | Energie Cottbus II | Stadion an der Lohmühle (1 924 spett.)\| Arbitro: \| Rohde \| |
| Arbitro:                                             | Rohde   |               |                    |                                                               |

| Amburgo 9 novembre 2008, ore 14:00 CET 12ª giornata | Altona 93 | 0 – 0 referto | Lubecca | Stadion Hoheluft (1 192 spett.)\| Arbitro: \| Weiner \| |
| Arbitro:                                            | Weiner    |               |         |                                                         |

| Arbitro: | Henschel |

|                           |           |  |
| Ridder 13’ Sachs 67’, 79’ | Marcatori |  |

| Arbitro: | Thomsen |

|               |           |            |
| Cornelius 59’ | Marcatori | 45’ Ridder |

| Arbitro: | Meyer |

|           |           |  |
| Lipke 88’ | Marcatori |  |

| Hannover 6 dicembre 2008, ore 14:00 CET 16ª giornata | Hannover 96 II | 0 – 0 referto | Lubecca | AWD-Arena (313 spett.)\| Arbitro: \| Bärmann \| |
| Arbitro:                                             | Bärmann        |               |         |                                                 |

| Arbitro: | Frank |

|            |           |                                 |
| Gebers 43’ | Marcatori | 16’ Schyrba 62’ Wulff 70’ Hasse |

#### Girone di ritorno
| Arbitro: | Gagelmann |

|              |           |             |
| Wehrendt 39’ | Marcatori | 4’ Prochnow |

| Halle 22 febbraio 2009, ore 13:30 CET 19ª giornata | Hallescher     | 0 – 0 referto | Lubecca | Kurt-Wabbel-Stadion (2 062 spett.)\| Arbitro: \| Steinhaus-Webb \| |
| Arbitro:                                           | Steinhaus-Webb |               |         |                                                                    |

| Arbitro: | Rafati |

|                |           |  |
| Marheineke 12’ | Marcatori |  |

| Berlino 7 marzo 2009, ore 14:00 CET 21ª giornata | Hertha Berlino II | 0 – 0 referto | Lubecca | Stadion auf dem Wurfplatz (196 spett.)\| Arbitro: \| Joerend \| |
| Arbitro:                                         | Joerend           |               |         |                                                                 |

| Arbitro: | Born |

|             |           |           |
| Henning 35’ | Marcatori | 13’ Wolze |

| Arbitro: | Cortus |

|                             |           |                                         |
| Marrack 10’, 81’ Soltau 89’ | Marcatori | 18’ Henning 59’ Sachs 87’ (rig.) Gebers |

| Arbitro: | Trautmann |

|             |           |          |
| Henning 67’ | Marcatori | 19’ Baum |

| Arbitro: | Schmickartz |

|            |           |           |
| Tüting 20’ | Marcatori | 15’ Sachs |

| Arbitro: | Hofmann |

|                          |           |             |
| Pollok 36’ Kowalczyk 60’ | Marcatori | 30’ Henning |

| Arbitro: | Seemann |

|             |           |  |
| Neumann 29’ | Marcatori |  |

| Arbitro: | Wiatrek |

|                     |           |                            |
| Petersen 71’ (rig.) | Marcatori | 14’ Marheineke 26’ Henning |

| Arbitro: | Stor |

|                          |           |  |
| Henning 36’ Wehrendt 80’ | Marcatori |  |

| Arbitro: | Rohde |

|                                          |           |  |
| Lemcke 54’ Akgün 73’ Grossert 78’ (rig.) | Marcatori |  |

| Arbitro: | Kuhl |

|                               |           |  |
| Lindner 60’ Gebers 65’ (rig.) | Marcatori |  |

| Arbitro: | Bartsch |

|               |           |            |
| Reinhardt 59’ | Marcatori | 7’ Henning |

| Arbitro: | Thielert |

|                             |           |  |
| Henning 27’, 84’ Hirsch 54’ | Marcatori |  |

| Arbitro: | Kempter |

|           |           |  |
| Wulff 87’ | Marcatori |  |

## Statistiche

### Statistiche di squadra
| Competizione      | Punti | In casa | In casa | In casa | In casa | In casa | In casa | In trasferta | In trasferta | In trasferta | In trasferta | In trasferta | In trasferta | Totale | Totale | Totale | Totale | Totale | Totale | DR |
| Competizione      | Punti | G       | V       | N       | P       | Gf      | Gs      | G            | V            | N            | P            | Gf           | Gs           | G      | V      | N      | P      | Gf     | Gs     | DR |
| ----------------- | ----- | ------- | ------- | ------- | ------- | ------- | ------- | ------------ | ------------ | ------------ | ------------ | ------------ | ------------ | ------ | ------ | ------ | ------ | ------ | ------ | -- |
| Regionalliga nord | 45    | 17      | 9       | 5       | 3       | 27      | 14      | 17           | 1            | 10           | 6            | 11           | 20           | 34     | 10     | 15     | 9      | 38     | 34     | +4 |
| Totale            | 45    | 17      | 9       | 5       | 3       | 27      | 14      | 17           | 1            | 10           | 6            | 11           | 20           | 34     | 10     | 15     | 9      | 38     | 34     | +4 |

### Andamento in campionato
| Giornata  | 1  | 2  | 3  | 4  | 5  | 6  | 7  | 8  | 9  | 10 | 11 | 12 | 13 | 14 | 15 | 16 | 17 | 18 | 19 | 20 | 21 | 22 | 23 | 24 | 25 | 26 | 27 | 28 | 29 | 30 | 31 | 32 | 33 | 34 |
| --------- | -- | -- | -- | -- | -- | -- | -- | -- | -- | -- | -- | -- | -- | -- | -- | -- | -- | -- | -- | -- | -- | -- | -- | -- | -- | -- | -- | -- | -- | -- | -- | -- | -- | -- |
| Luogo     | T  | C  | T  | C  | T  | C  | T  | C  | C  | T  | C  | T  | C  | T  | C  | T  | C  | C  | T  | C  | T  | C  | T  | C  | T  | T  | C  | T  | C  | T  | C  | T  | C  | T  |
| Risultato | P  | P  | P  | V  | N  | V  | N  | N  | P  | P  | N  | N  | V  | N  | V  | N  | P  | N  | N  | V  | N  | N  | N  | N  | N  | P  | V  | V  | V  | P  | V  | N  | V  | P  |
| Posizione | 14 | 18 | 18 | 15 | 15 | 11 | 12 | 13 | 14 | 16 | 14 | 14 | 13 | 14 | 13 | 12 | 13 | 13 | 14 | 11 | 11 | 13 | 13 | 13 | 12 | 14 | 12 | 10 | 10 | 10 | 9  | 9  | 7  | 8  |

Legenda:

Luogo: C = Casa; T = Trasferta. Risultato: V = Vittoria; N = Pareggio; P = Sconfitta.

### Statistiche dei giocatori
| K. Becker     | 0  | 0  | 0 | 0 |
| C. Bergmann   | 23 | 0  | 4 | 0 |
| F. Berndt     | 0  | 0  | 1 | 0 |
| M. Gebers     | 32 | 7  | 9 | 0 |
| R. Gradert    | 2  | 0  | 0 | 0 |
| H. Helmke     | 27 | 0  | 9 | 0 |
| B. Henning    | 33 | 11 | 3 | 0 |
| M. Hinkelmann | 7  | 0  | 0 | 0 |
| D. Hirsch     | 28 | 2  | 8 | 0 |
| L. Imeri      | 3  | 0  | 0 | 0 |
| J. Kalus      | 0  | 0  | 0 | 0 |
| N. Kjär       | 23 | 0  | 6 | 1 |
| H. Koep       | 13 | 0  | 4 | 0 |
| F. Kolodzick  | 18 | 0  | 0 | 1 |
| P. Kraft      | 0  | 0  | 0 | 0 |
| G. Lange      | 9  | 0  | 0 | 0 |
| R. Lindner    | 23 | 2  | 2 | 0 |
| B. Lipke      | 21 | 1  | 6 | 0 |
| M. Marheineke | 31 | 2  | 6 | 1 |
| W. Müller     | 0  | 0  | 0 | 0 |
| T. Neumann    | 17 | 1  | 7 | 1 |
| H. Niemeyer   | 21 | 0  | 8 | 0 |
| C. Nodop      | 2  | 0  | 0 | 0 |
| O. Oberbeck   | 0  | 0  | 0 | 0 |
| J. Prüßmann   | 0  | 0  | 0 | 0 |
| S. Ridder     | 18 | 2  | 1 | 0 |
| J. Sachs      | 33 | 8  | 3 | 0 |
| N. Semghoun   | 34 | 0  | 3 | 0 |
| E. Testa      | 1  | 0  | 0 | 0 |
| F. Thomas     | 8  | 0  | 1 | 1 |
| D. Wehrendt   | 33 | 2  | 6 | 0 |